# Ilha-fantasma

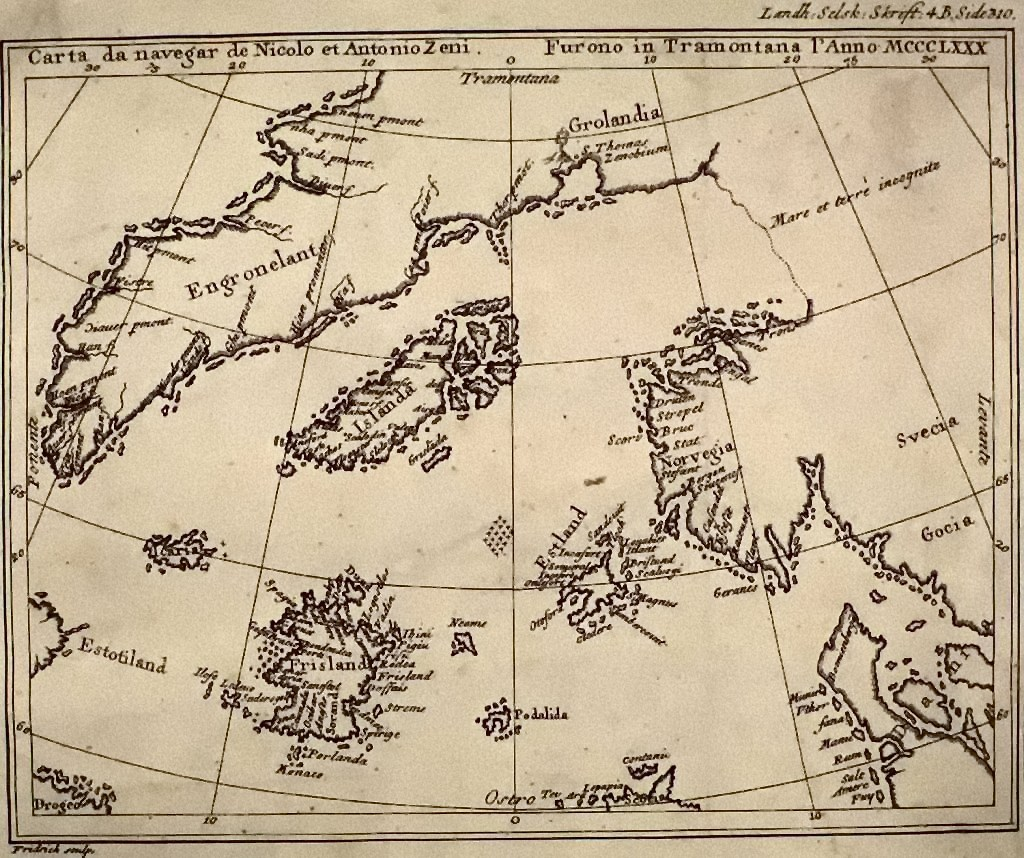
O mapa Zeno, feito em 1558 por Nicolo Zeno, mostra a Frislândia – uma ilha-fantasma do Atlântico Norte.

Uma ilha-fantasma é uma ilha que aparece na cartografia histórica por um período de tempo mais ou menos extenso mas que finalmente é removida logo que se assume ou confirma a sua inexistência.
Algumas ilhas-fantasmas apareceram nos mapas como consequência da localização errada de ilhas reais. Por exemplo, a Thule foi talvez descoberta no século IV a.C., para logo ser esquecida. Após ser redescoberta muito depois foi identificada por antigos exploradores e geógrafos alternadamente como ilhas Shetland, Islândia ou mesmo a Escandinávia. Outros navegadores reportaram a sua inexistência.
Algumas poucas ilhas fantasma teriam existido na forma de bancos de areia, cones vulcânicos, deposições de lava ou outras estruturas instáveis que teriam aparecido e desaparecido sucessivas vezes ao longo da história. Outras ilhas-fantasmas são provavelmente criações míticas.
Não deve confundir-se com o conceito de terras perdidas, que assinala territórios insulares cuja existência passada é pelo menos provável, mas que nunca foram colocados na cartografia por ter desaparecido de forma catastrófica (devido a sismos, tsunamis, aumento do nível do mar, etc.) em tempos remotos.

## Exemplos
Algumas ilhas fantasmas surgiram devido ao posicionamento incorreto de ilhas reais ou outros erros geográficos. A Ilha Pepys foi uma identificação incorreta das Ilhas Falkland. A Península de Baixa California e a Península de Banks, na Nova Zelândia, aparecem como ilhas em alguns mapas antigos, mas mais tarde descobriu-se que estavam ligadas a seus continentes. A Ilha Phelipeaux, uma aparente duplicação da Ilha Royale no Lago Superior, apareceu nos mapas dos exploradores por muitos anos, e até serviu como um marco para a fronteira entre os Estados Unidos e o território que se tornaria o Canadá, antes da exploração subsequente por os agrimensores determinaram que não existia.
A Ilha Sandy apareceu nos mapas do Mar de Coral no final do século 19, entre as Ilhas Chesterfield e o Recife Nereus perto da Nova Caledônia, mas foi "descoberta" na década de 1970. No entanto, continuou a ser incluído em conjuntos de dados de mapeamento no início do século 21, até que sua inexistência foi reconfirmada em 2012.
Em alguns casos, os cartógrafos incluem intencionalmente características geográficas inventadas em seus mapas, seja para fins fraudulentos ou para pegar plagiadores.